# Makamba (tỉnh)
Makamba là một trong 18 tỉnh của Burundi.

## Hành chính
Tỉnh được chia thành 6 xã:
- Kayogoro
- Kibago
- Mabanda
- Makamba
- Nyanza-Lac
- Vugizo